# Měrotín
Měrotín település Csehországban, a Olomouci járásban. Měrotín Slavětín, Mladeč, Bílá Lhota és Litovel településekkel határos. Lakosainak száma 276 fő (2024. január 1.).

## Népesség
A település lakosságának változását az alábbi diagram mutatja:
| Lakosok száma | 361  | 397  | 420  | 370  | 322  | 264  | 270  | 268  | 252  | 276  |
|               | 1869 | 1900 | 1921 | 1961 | 1980 | 2011 | 2016 | 2019 | 2021 | 2024 |